# Niebendorf-Heinsdorf
Niebendorf-Heinsdorf ist ein Ortsteil der Stadt Dahme/Mark im Landkreis Teltow-Fläming in Brandenburg.

## Geographische Lage
Niebendorf-Heinsdorf liegt nordwestlich des Stadtzentrums; nördlich davon der weitere Ortsteil Wahlsdorf, gefolgt von Liepe im Nordwesten. Im Uhrzeigersinn folgen die weiteren Ortsteile Buckow, Gebersdorf, Rietdorf (zu Ihlow) sowie Illmersdorf, das ebenfalls zu Ihlow gehört. Westlich schließen sich die Ortsteile Hohenseefeld, Niederseefeld, Waltersdorf der Gemeinde Niederer Fläming an. Südöstlich ist das Waldgebiet Illmersdorfer Holz, nordnordwestlich die Niebendorfer Heide sowie die nördlich gelegene Wahlsdorfer Heide.

## Geschichte

### Bis 20. Jahrhundert
Heinsdorf wurde in einer Erbaufteilung aus dem Jahr 1444 erstmals urkundlich als Heinrichstorff erwähnt. Es gilt jedoch als sicher, dass der Ort bereits zu einer früheren Zeit bestand und im Zuge der Ostkolonisation entstand.
Niebendorf wurde 1405 in einer Urkunde erstmals erwähnt, als Kurfürst Rudolf III. das Lehen von Balthasar von Schlieben an Hans und Heinrich von Köckritz übertrug. Doch wie in Heinsdorf gilt es auch als sicher, dass der Ort bereits früher bestand.
Ab 1952 wurden beide Ortsteile von Potsdam aus verwaltet. Die dortige Verwaltung kämpfte mit einer zunehmenden Republikflucht nach der Gründung der DDR. Infolgedessen waren auch die landwirtschaftlichen Erträge zunehmend geringer, so dass sich der Kreis Luckenwalde 1953 dazu entschloss, die verlassenen landwirtschaftlichen Betriebe in beiden Orten zu übernehmen. Es entstanden jeweils ein Örtlicher Landwirtschaftsbetrieb (ÖLB), die Vorläufer der Landwirtschaftlichen Produktionsgenossenschaften (LPG). Mit Wirkung zum 1. Januar 1957 wurden daher die beiden Dörfer vereint. Die zusammengeschlossenen ÖLBs gingen 1958 in das Volkseigene Gut Saatzucht Petkus über. Im Gutshaus Heinsdorf zogen 1958 Studentinnen der Pädagogischen Hochschule Potsdam ein, die es bis 1962 als Wohnhaus nutzen. Sie teilten sich das Gebäude dem VEG Saatzucht Petkus, dass dort eine Wohnung für den Abteilungsleiter des VEG eingerichtet hatten und das VEG von dort aus verwaltete. Die ehemalige Brennerei wurde zur Stellmacherei; der marode gewordene Schornstein Anfang der 1960er Jahre gesprengt. Mit Wirkung zum 1. Januar 1969 kam es zu einem Zusammenschluss der LPGn aus Petkus, Ließen, Merzdorf, Buckow, Liepe, Wahlsdorf, Niebendorf-Heinsdorf mit dem VEG zur Kooperativen Abteilung Pflanzenproduktion Niederer Fläming-Petkus, die wiederum 1973 in eine Zwischenbetriebliche Einrichtung Pflanzenproduktion Niederer Fläming überging. Für deren Mitarbeiter wurde Mitte der 1970er Jahre im Gutshaus Heinsdorf eine Großküche mit Speisesaal eingerichtet. Im oberen Geschoss entstanden Wohnungen für Ledige, während der Gutshof Niebendorf nur noch als Technikstützpunkt diente. Nach dem Auszug der Studentinnen wurde der Anbau ab Ende der 1960er Jahre kaum noch genutzt und stand weitgehend leer. 1976 erfolgte ein Umbau zu einem Wohngebäude. Statische Berechnungen ergaben dabei, dass ein Ausbau des Dachgeschosses möglich war und so durch einen Ausbau 12 statt der ursprünglich 10 geplanten Wohnungen errichtet werden konnten. Die Trennwände wurden aus Asbest errichtet, die Zwischenräume mit Kamilit gefüllt. Mitte der 1980er Jahre wurde auch das ehemalige Kontor umgebaut und der Uhrenturm abgerissen. 1970 war die Dorfkirche in Heinsdorf derart baufällig geworden, dass das Kirchenschiff bis auf die Seitenwände abgetragen wurde. Nach 1975 diente der Park des ehemaligen Gutshauses Heinsdorf als Kulturpark mit einer Freilichtbühne. Mit dem Übergang der ZBE in das VEG Pflanzenproduktion Petkus im Jahr 1978 diente der Gutshof als Werkstatt und Wohnheim. Nach der Wende entstand im Ort im Jahr 1990 aus dem VEG die Saatzucht Petkus GmbH. Seit 1993 gehört Niebendorf-Heinsdorf zum Landkreis Teltow-Fläming. Die volkseigenen Flächen gingen an die Treuhandanstalt und von dort ab 1995 an die BVVG, die wiederum die Ackerflächen sowie Teile des Gutshofs in Niebendorf veräußerte. 1997 wurde der dortige Schafstall unter Denkmalschutz gestellt. Ein wesentlicher Grund waren die auf dem Mittelrisalit befindlichen Sandsteinfiguren: Zwei Schafe, die vermutlich der Tierbildbauer Wilhelm Wolf Anfang des 19. Jahrhunderts schuf. Das Gutshaus Heinsdorf sowie der Park wurden in die Verwaltung des Amtes Dahme/Mark übergeben.

### 21. Jahrhundert
Am 26. Oktober 2003 erfolgte die Eingemeindung nach Dahme/Mark. Sie wurde gegen den Widerstand der 434 Einwohner durchgeführt, die 2006 schließlich vor dem Verfassungsgericht Brandenburg unterlagen. 2007 gründete sich ein Förderverein, der sich für den Erhalt der Kirche einsetzt. 2005 zog in Niebendorf ein Informationszentrum für alternative und ökologische Berufe in den ehemaligen Schafstall ein. 2009 begannen umfangreiche Sanierungsarbeiten an der Kirche, die durch einen Förderverein initiiert und begleitet wurden. Bei ersten Aufräumarbeiten auf dem Dachboden kamen die Fragmente zweier Taufengel zum Vorschein, von denen einer der benachbarten Kirchenruine Heinsdorf zugeschrieben werden konnte. Bereits ein Jahr später konnte der barocke Altar, 2011 die Deckenbemalung saniert werden. Im gleichen Jahr folgte der Taufengel sowie 2012 die Emporen.

## Kultur und Sehenswürdigkeiten

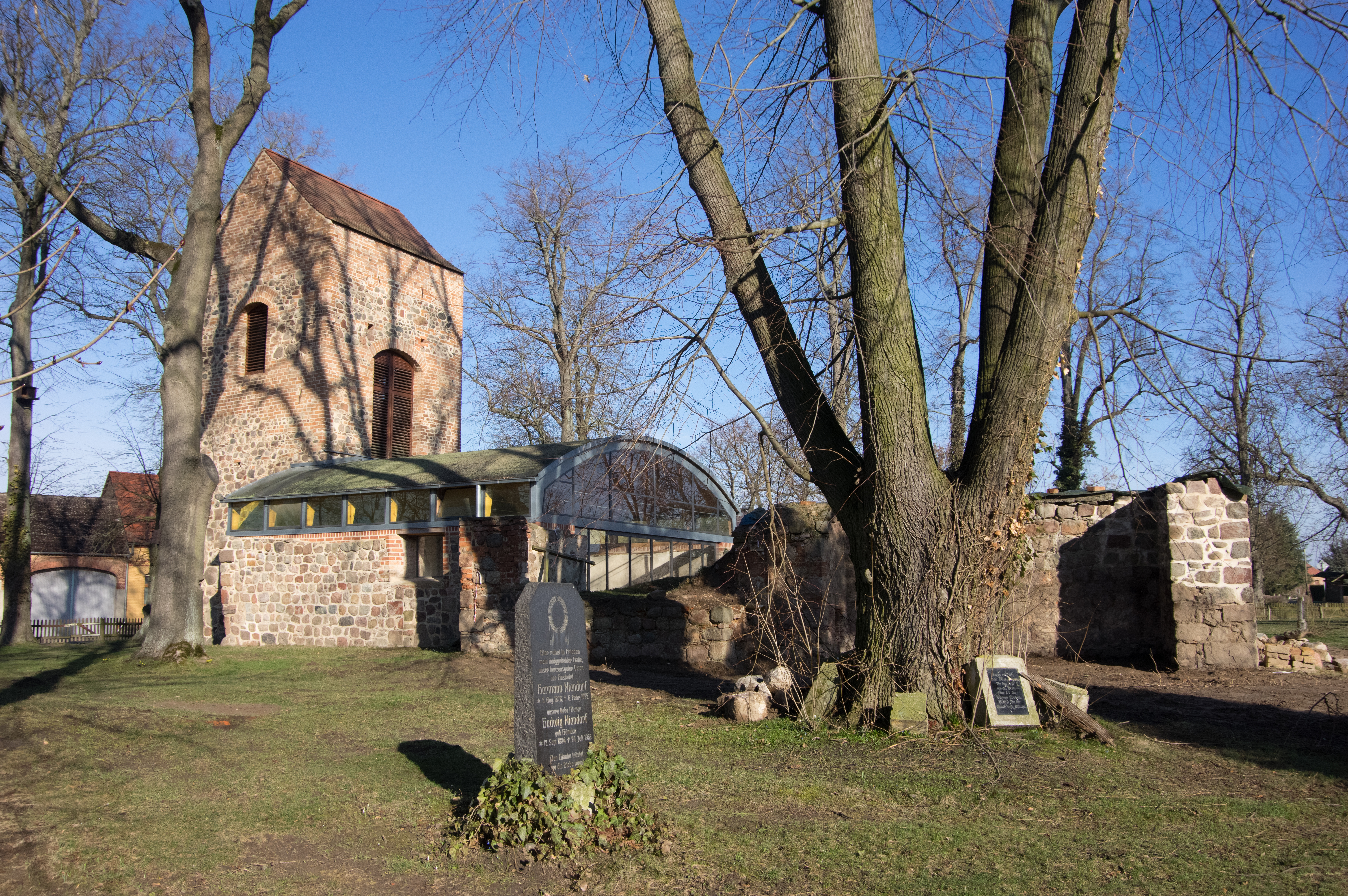
Kirchenruine Heinsdorf

In der Liste der Baudenkmale in Dahme/Mark sind für Heinsdorf drei und für Niebendorf zwei Baudenkmale aufgeführt:
- Kirchenruine Heinsdorf aus der Mitte des 13. Jahrhunderts; abgetragen 1970, da baufällig; Grundmauern blieben stehen; seit 2007 Sicherungsarbeiten
- Vom ehemaligen Gutshaus Heinsdorf ist der Park mit Dorfteich erhalten geblieben.
- Wohn- und Torhaus (Heinsdorf, Hauptstraße 1)
- Die Dorfkirche Niebendorf ist eine spätromanische Feldsteinkirche mit einer umfangreichen, barocken Ausstattung.
- Der Schafstall entstand vermutlich um 1863 und steht seit 1997 unter Denkmalschutz. In dem zweigeschossigen Ziegelbau stehen oberhalb eines Mittelrisalits, der mit Zinnen verziert ist, zwei Tierfiguren aus Sandstein. Sie zeigen einen Schafbock sowie ein Mutterschaf und stammen aus der Werkstatt des Tierbildhauers Wilhelm Wolff.
- Der Roman Bastard und Held des Flämings von August Krause spielt unter anderem in Niebendorf.

## Wirtschaft und Infrastruktur

### Wirtschaft
Neben landwirtschaftlichen Betrieben und einer Gaststätte sind im Ort einige Handwerksbetriebe tätig. In Niebendorf befindet sich darüber hinaus ein Puppenladen. Einige Gebäude des ehemaligen Gutshauses in Niebendorf werden von einem Verein genutzt, der „Anderen die Möglichkeit der sinnlichen Wahrnehmung von Natur und Kultur ermöglichen“ will. In Heinsdorf befindet sich weiterhin die Kita Naturkinder.

### Verkehr
- Die Landstraße 70 stellt eine Verbindung zur nördlich gelegenen Bundesstraße 115 und zur südlich gelegenen Bundesstraße 102 dar. Über die Busverbindung 756 besteht ein Anschluss nach Luckenwalde und Dahme/Mark. Die nächstgelegene überregionale Bahnverbindung befindet sich am rund 27 km entfernten Bahnhof Jüterbog.
- Heinsdorf liegt an der Flaeming-Skate und ist Teil des Radwegenetzes Tour Brandenburg.